# Japonicrambus
Japonicrambus és un gènere d'arnes de la família Crambidae.

## Taxonomia
- Japonicrambus bilineatus (Okano, 1957)
- Japonicrambus ishizukai Okano, 1962
- Japonicrambus mitsundoi Sasaki & Jinbo, 2002